# Vincent B. Murphy
Vincent Bernard Murphy (* 4. Januar 1888 in Rochester, New York; † 25. Februar 1956 in Washington, D.C.) war ein US-amerikanischer Politiker (Republikanische Partei).

## Werdegang
Vincent Bernard Murphy, Sohn von Daniel B. Murphy, wurde 1888 im Monroe County geboren. Über seine Jugendjahre ist nichts bekannt. Während des Ersten Weltkrieges diente er in der US-Army. Er saß 1922, 1923 und 1924 für den 3. Bezirk (Monroe County) in der New York State Assembly. Bei den Wahlen im Jahre 1924 wurde er zum New York State Comptroller gewählt, erlitt aber bei seiner Wiederwahlkandidatur im Jahr 1926 eine Niederlage gegenüber dem Demokraten Morris S. Tremaine. Er bekleidete den Posten von 1925 bis 1926. 1933 nahm er als Delegierter an der New York Convention zwecks Ratifizierung des 21. Zusatzartikels teil. Er gehörte den Kolumbusrittern an. Nach seinem Tod wurde er auf dem Nationalfriedhof Arlington beigesetzt.
Sein Sohn Vincent Bernard Murphy junior (1928–2006) war zwischen 1983 und 1989 Präsident vom United States Equestrian Team.